# Gerald FitzGerald, XIV conde de Kildare

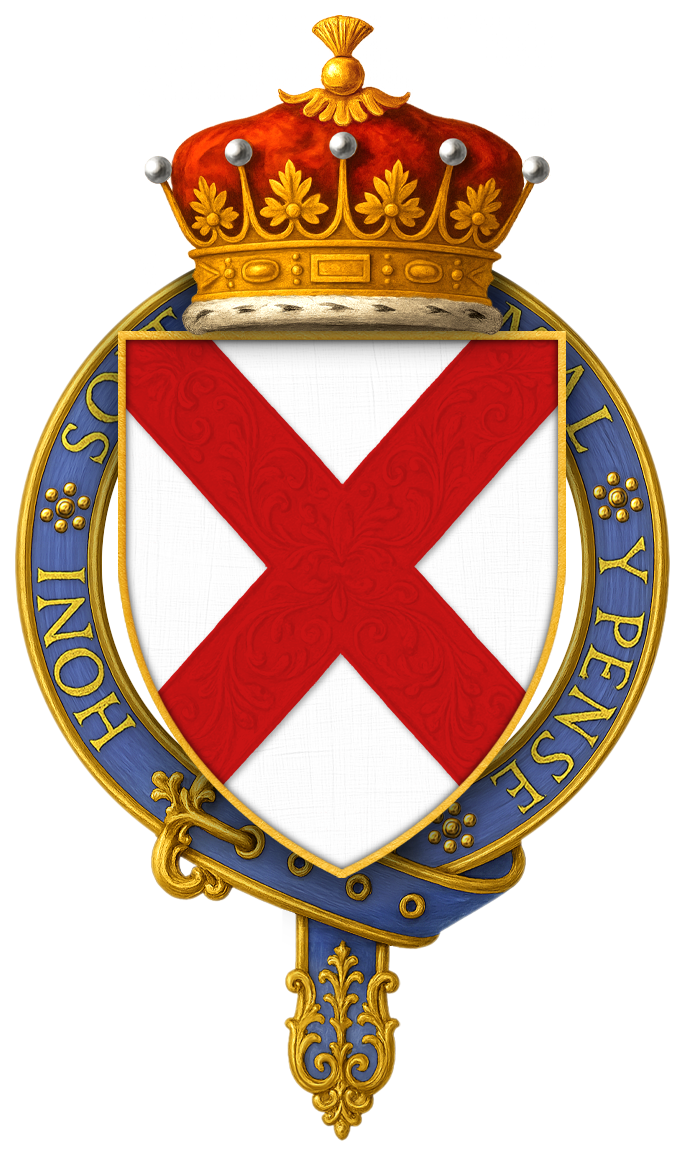
Escudo de Armas del lor Gerald Fitzgerald, conde de Kildare

Gerald Fitzgerald, XIV conde de Kildare (muerto 11 de febrero de 1612) fue un noble irlandés.

## Contexto
Lord Kildare era hijo de Edward Fitzgerald, hermano menor de Gerald Fitzgerald, IX conde de Kildare, y su segunda mujer Elizabeth Grey.  Su madre era Agnes  Leigh, hija de Sir John Leigh de Stockwell, Surrey, un medio-hermano de Catherine Howard, la quinta reina de Enrique VIII, ambos hijos de Joyce Culpepper. Agnes era la viuda de Sir Thomas Paston, un miembro de la familia Norfolk.

## Carrera
Lord Kildare fue ordenado caballero en 1599 y sucedió a su primo William como Conde de Kildare ese mismo año. Sirvió como Gobernador de Offaly en 1600 y fue Comisario de Connaught en 1604.
La última década de su vida se vio ensombrecida por un largo pleito con su prima Lettice y su marido. Lettice, hija única del primogénito de Gerald Fitzgerald, conde de Kildare y su esposa, Mabel Browne, había esperado heredar una parte sustancial de las propiedades de su abuelo, pero poco antes de su muerte en 1585 fue desheredada  En 1602  demandó a ambos Kildare y a su anciana abuela, alegando que la Condesa Mabel había falsificado o modificado fraudulentamente la acción y que Kildare estaba ocupando ilegalmente su propiedad. Kildare inició una contrademanda alegando, bastante implausiblemente, que la acción era colusiva y que Mabel y Lettice conspiraban para privarle de su propiedad. El caso, que fue bastante célebre, se prolongó durante varios años con audiencias y varios tribunales en ambos Londres y Dublín. Kildare se quejó amargamente de la desgracia para su honor y el empobrecimiento de su propiedad, pero fue incapaz de llegar a una resolución; el caso continuó incluso después de que tanto él como Mabel hubieran muerto.

## Familia
Lordr Kildare se casó con su prima Elizabeth Nugent, hija de Christopher Nugent, Barón Delvin y Lady Mary FitzGerald, hija del XI conde de Kildare.
Murió repentinamente en Maynooth en febrero de 1612 después de quejarse de un "dolor en su estómago" y fue sucedido por su hijo, aún niño, Gerald.